# الموت الغريب لأوروبا
الموت الغريب لأوروبا: الهجرة، الهوية، الإسلام هو كتاب صدر عام 2017 للصحفي والمعلق السياسي البريطاني دوغلاس موراي. تم نشره في المملكة المتحدة في مايو 2017، وفي يونيو 2017 في الولايات المتحدة.
عنوان الكتاب مستوحى من كتاب جورج دانجرفيلد الكلاسيكي للتاريخ السياسي "الموت الغريب لإنجلترا الليبرالية"، الذي نُشر عام 1935.

## الأطروحة في الكتاب
يطرح موراي عاملين يفسران لماذا، في رأيه، لن تستمر الحضارة الأوروبية كما نعرفها. الأول هو الهجرة الجماعية لشعوب جديدة إلى القارة مع معدلات المواليد المنخفضة في أوروبا. والثاني هو «حقيقة أن أوروبا فقدت الثقة في معتقداتها وتقاليدها».

## الإستقبال
أشاد سام هاريس بالكتاب ووصفه بأنه «رائع».
في الديلي تلغراف، لخصت جولييت صموئيل كتاب موراي بقولها: «"من الصعب دحض أطروحته العامة ، أن أوروبا المنهكة التي يقودها الشعور بالذنب تعرض قيمها الحديثة للخطر بسبب السماح للهجرة على هذا النطاق"».
على العكس من ذلك، كتب الصحفي السياسي غابي هينسليف في صحيفة الجارديان، ووصف الموت الغريب بأنه «كراهية للأجانب» وأنه يدور في نفس المواضيع المتكررة ويشير أيضًا إلى أن موراي يقدم تعريفًا بسيطًا للثقافة الأوروبية التي يدعي أنها مهددة.